# Neotrichia flowersi
Neotrichia flowersi är en nattsländeart som beskrevs av Harris 1990. Neotrichia flowersi ingår i släktet Neotrichia och familjen smånattsländor. Inga underarter finns listade i Catalogue of Life.